# 弗雷德·迈耶 (体操运动员)
弗雷德·迈耶（英語：Fred Meyer，1910年8月9日—1996年10月1日），美国男子竞技体操运动员。他曾代表美国获得1932年夏季奥运会体操比赛男子团体全能银牌。他也参加了1936年夏季奥运会。